# Шахтинський повіт
Ша́хтинський пові́т (Олександро-Грушевський) — адміністративно-територіальна одиниця Донецької губернії з центром у місті Шахти.

## Географія
Шахтинський повіт розташовувався на сході Донецької губернії. Проіснував із 16 квітня 1920 р. по 1923 р.
Станом на 1921 рік складався із 26 волостей:
| №  | Назва волості          |
| -- | ---------------------- |
| 1  | Астахівська            |
| 2  | Бондарівська           |
| 3  | Велико-Федорівська     |
| 4  | Верхньо-Кундрюченська  |
| 5  | Вовчанська             |
| 6  | Бобриківська           |
| 7  | Глибокинська           |
| 8  | Голово-Калитвенська    |
| 9  | Дар'ївська             |
| 10 | Ісаєво-Крепінська      |
| 11 | Велико-Мішківська      |
| 12 | Калитвенська           |
| 13 | Кам'янська             |
| 14 | Карпове-Обривська      |
| 15 | Катерининська          |
| 16 | Краснянська            |
| 17 | Лихівська              |
| 18 | Нагольно-Тарасівська   |
| 19 | Олександрівська        |
| 20 | Павлівська             |
| 21 | Ровенецька             |
| 22 | Родіонове-Несвітайська |
| 23 | Сидоро-Кадамівська     |
| 24 | Сулинська              |
| 25 | Тарасівська            |
| 26 | Успенська              |
| 27 | Усть-Білокалитвенська  |
| 28 | Шарапкинська           |